# Groninger Voetbalbond
De Groninger Voetbalbond (GVB) was een in 1907 opgerichte overkoepelende organisatie van voetbalclubs uit de provincie Groningen.
Bij de Groninger Voetbalbond waren clubs uit de gehele provincie Groningen aangesloten en uit de regio van het Drentse Roden. In de beginjaren voor de oprichting van de Drentse Voetbalbond speelden ook een diverse aantal clubs uit de regio Assen bij de GVB.

## Oprichting
Op 1 september 1907 werd in café Veening in Groningen door de afgevaardigden van W.V.V., Achilles, Be Quick, GSAVV Forward, GVV, Hermes, Velocitas, V.I.A. en Wilhelmina besloten tot het oprichten van de Groninger Voetbalbond. De Groninger voetbalbond heeft bestaan tot 1 juli 1996. Op die datum werden de afdelingen Friesland, Drenthe en Groningen samengevoegd tot district Noord van de KNVB.
Tot 1940 was de bond zelfstandig, hierna ging net zoals andere voetbalbonden op in de Nederlandse Voetbalbond (NVB) en werden ze een onderbond hiervan.
In 1996 werden alle onderbonden opgeheven zo ook de Groninger Voetbalbond.

## Indeling
Tot en met het seizoen 1995/96 kende de Groninger Voetbalbond een Eerste en een Tweede Klasse. Clubs konden vanuit de Eerste Klasse promoveren naar de Vierde Klasse van de KNVB, dat was op dat moment het laagste niveau bij de KNVB. En andersom degradeerde ze vanuit de Vierde Klasse KNVB naar de Eerste Klasse van de GVB. Toen in 1996 de onderbond werd opgeheven richtte de KNVB een nieuwe Vijfde, Zesde en Zevende Klasse op. De clubs uit de Eerste Klasse GVB kwamen in de Vijfde Klasse en clubs uit de Tweede Klasse GVB kwamen in de Zesde Klasse KNVB.

## Oost-Groninger Voetbalbond
De Oost-Groninger Voetbalbond, ook wel Voetbalbond Oostelijk Groningen genoemd, werd opgericht op 1 oktober 1920 en in juli 1925 weer opgeheven. Ten opzichte van de Groninger Voetbalbond, was de Oost-Groninger niet aangesloten bij de NVB. De bond telde bij de oprichting 12 clubs. De bond kon in feite beschouwd worden als een onderbond van de Groninger Voetbalbond. Toen de bond in juli 1925 werd opgeheven, gingen alle clubs die nog bij de bond zaten over naar de Groninger Voetbalbond.